# Калико
Калико са малка етническа, група живееща в граничните райони между Уганда, Демократична република Конго и Судан.
Броят им е някъде между 10 и 20 хил. души. Представителите на народа говорят езика калико, който спада към нило-сахарското езиково семейство.
Келико са културно и езиково свързани с народите мади, мору, лугбара и авукая.